# Флеш Валонь
Флеш Валонь (фр. La Flèche Wallonne) — щорічна класична шосейна велогонка. Щорічно проводиться по дорогах бельгійського регіону Валлонія. Вперше відбулася в 1936 році. Входить в залік Світового рейтингу UCI.

## Історія

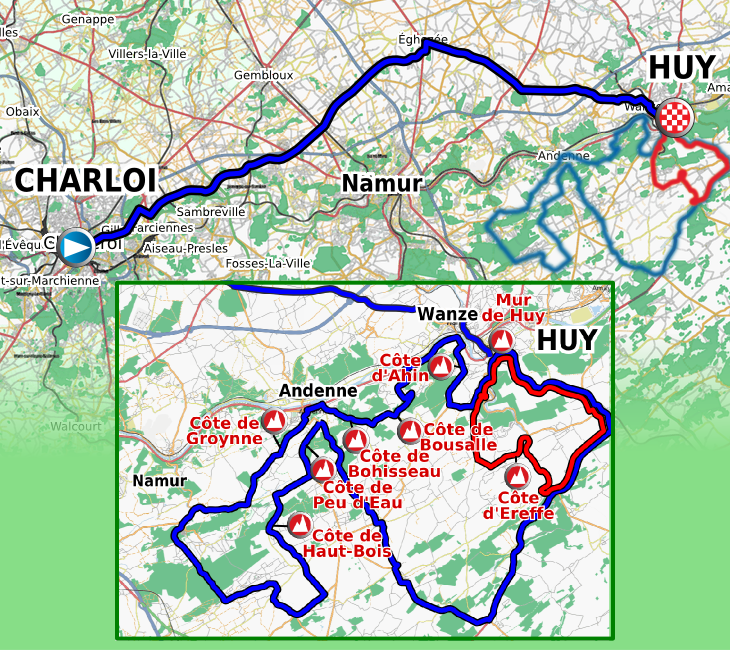
Маршрут 2011 року.

Флеш Валонь організована бельгійської газетою Les Sports. Перше змагання відбулося в 1936 році, велосипедисти долали дистанцію довжиною 236 км з Турне в Льєж. За роки існування перегонів неодноразово змінювала початкові і кінцеві точки і протяжність. Максимальна довжина дистанції становила 300 км в 1938 році. У 1939 році старт був перенесений Монс, у 1948 році — в Шарлеруа. У 1960 році перегони змінили напрям, відправною точкою став Льєж, а кінцевою Шарлеруа (або Марсинелль з 1965 року). Кілька років Флеш Валонь стартувала і фінішувала в одному й тому ж місці: Верв'ю (1974—1978) і Юі (1983—1985). З 1986 року перегони розпочалися в Спа і закінчилися в Юі. З 1990 року довжина перегонів не перевищує 210 км.
У 2005—2007 роках входила в число велогонок UCI ProTour. З 2009 року входить у залік Світового рейтингу UCI.
Велогонка є частиною бельгійських арденнських класик нарівні з Льєж — Бастонь — Льєж. Раніше обидва змагання проводилися одне за одним наступного дня, за що мали назву «Арденнські вихідні».

## Маршрут
Зараз довжина дистанції становить 199,5 км. Перегони стартують з Шарлеруа і закінчуються східніше Юі трьома колами зі сходженням на гору Мюр де Юі, яке включає кілька крутих ділянок з нахилом понад 15 %. Фініш знаходиться в кінці третього підйому на вершині Стіни Юі.

## Переможці за країнами
| Перемоги | Країна     |
| -------- | ---------- |
| 39       | Бельгія    |
| 18       | Італія     |
| 11       | Франція    |
| 8        | Іспанія    |
| 3        | Швейцарія  |
| 2        | Данія      |
| 1        | Австралія  |
| 1        | Люксембург |
| 1        | Нідерланди |
| 1        | Німеччина  |
| 1        | США        |